# Mongolia na Igrzyskach Azjatyckich 2018
Mongolia na Igrzyskach Azjatyckich 2018 – jedna z reprezentacji uczestnicząca na igrzyskach azjatyckich rozegranych w Dżakarcie i Palembangu w dniach 18 sierpnia – 2 września. W kadrze wystąpiło 270 zawodników w 30 dyscyplinach. Zdobyli łącznie 25 medali (5 złotych, 9 srebrnych i 11 brązowych). Chorążym został zapaśnik Nacagsürengijn Dzolboo.
Pürewdordżijn Orchon, która zdobyła złoty medal w zapasach w kategorii 62 kg w stylu wolnym została zdyskwalifikowana za doping (stanozolol).

## Medale
| Medal  | Zawodnik                    | Dyscyplina  | Konkurencja                           | Data        |
| ------ | --------------------------- | ----------- | ------------------------------------- | ----------- |
| złoto  | Erdenbatyn Bechbajar        | Zapasy      | 57 kg w stylu wolnym (M)              | 19 sierpnia |
| złoto  | Pürewdordżijn Orchon        | Zapasy      | 62 kg w stylu wolnym (K)              | 20 sierpnia |
| złoto  | Ganchujag Nandinzaja        | Strzelectwo | Karabin w trzech pozycjach z 50 m (K) | 22 sierpnia |
| złoto  | Ganbaatar Naranceceg        | Sambo       | –48 kg (K)                            | 31 sierpnia |
| złoto  | Erdenebat Cendbaatar        | Boks        | Waga lekka (M)                        | 1 września  |
| srebro | Szarchüügijn Tümenceceg     | Zapasy      | 68 kg w stylu wolnym (K)              | 21 sierpnia |
| srebro | Chuluunbadrach Narantuja    | Strzelectwo | Karabin w trzech pozycjach z 50 m (K) | 22 sierpnia |
| srebro | Bajarbat Baasandżargal      | Kurash      | –63 kg (K)                            | 29 sierpnia |
| srebro | Otgon Munchceceg            | Kurash      | –78 kg (K)                            | 30 sierpnia |
| srebro | Gantulga Altanbagana        | Judo        | –90 kg (M)                            | 31 sierpnia |
| srebro | Ölziibajaryn Düürenbajar    | Judo        | +100 kg (M)                           | 31 sierpnia |
| srebro | Szaaluu Erdenebaatar        | Sambo       | –52 kg (M)                            | 31 sierpnia |
| srebro | Baasansuren Ojdowczimed     | Sambo       | –48 kg (K)                            | 31 sierpnia |
| srebro | Baatarsüch Czinzorig        | Boks        | Waga lekkopółśrednia (M)              | 1 września  |
| brąz   | Orgodolyn Üjtümen           | Zapasy      | 86 kg w stylu wolnym (M)              | 19 sierpnia |
| brąz   | Ganchujag Nandinzaja        | Strzelectwo | Karabin pneumatyczny z 10 m (K)       | 20 sierpnia |
| brąz   | Erdenczimegijn Sum’jaa      | Zapasy      | 53 kg w stylu wolnym (K)              | 20 sierpnia |
| brąz   | Altancecegijn Batceceg      | Zapasy      | 57 kg w stylu wolnym (K)              | 20 sierpnia |
| brąz   | Cogchuugiin Udval           | Jujutsu     | Ne-waza –62 kg (K)                    | 25 sierpnia |
| brąz   | Mönchbatyn Uranceceg        | Judo        | –48 kg (K)                            | 29 sierpnia |
| brąz   | Otgonbaataryn Uuganbaatar   | Judo        | –81 kg (M)                            | 30 sierpnia |
| brąz   | Dordżsürengijn Sumjaa       | Judo        | –57 kg (K)                            | 30 sierpnia |
| brąz   | Cend-Ajuusziin Narandżargal | Judo        | –70 kg (K)                            | 30 sierpnia |
| brąz   | Lchagwasuren Otgonbaatar    | Judo        | –100 kg (M)                           | 31 sierpnia |
| brąz   | Cog-Oczir Batceceg          | Sambo       | –68 kg (K)                            | 1 września  |

| Medale według dni | Medale według dni | Medale według dni | Medale według dni | Medale według dni | Medale według dni |
| Dzień             | Data              | złoto             | srebro            | brąz              | Razem             |
| ----------------- | ----------------- | ----------------- | ----------------- | ----------------- | ----------------- |
| 1                 | 19 sierpnia       | 1                 | 0                 | 1                 | 2                 |
| 2                 | 20 sierpnia       | 0                 | 0                 | 3                 | 3                 |
| 3                 | 21 sierpnia       | 0                 | 1                 | 0                 | 1                 |
| 4                 | 22 sierpnia       | 1                 | 1                 | 0                 | 2                 |
| 5                 | 23 sierpnia       | 0                 | 0                 | 0                 | 0                 |
| 6                 | 24 sierpnia       | 0                 | 0                 | 0                 | 0                 |
| 7                 | 25 sierpnia       | 0                 | 0                 | 1                 | 1                 |
| 8                 | 26 sierpnia       | 0                 | 0                 | 0                 | 0                 |
| 9                 | 27 sierpnia       | 0                 | 0                 | 0                 | 0                 |
| 10                | 28 sierpnia       | 0                 | 0                 | 0                 | 0                 |
| 11                | 29 sierpnia       | 0                 | 1                 | 1                 | 2                 |
| 12                | 30 sierpnia       | 0                 | 1                 | 3                 | 4                 |
| 13                | 31 sierpnia       | 1                 | 4                 | 1                 | 6                 |
| 14                | 1 września        | 1                 | 1                 | 1                 | 3                 |
| 15                | 2 września        | 0                 | 0                 | 0                 | 0                 |
| Razem             | Razem             | 4                 | 9                 | 11                | 24                |

| Medale według dyscyplin | Medale według dyscyplin | Medale według dyscyplin | Medale według dyscyplin | Medale według dyscyplin | Medale według dyscyplin |
| Dyscyplina              | złoto                   | srebro                  | brąz                    | Razem                   |                         |
| ----------------------- | ----------------------- | ----------------------- | ----------------------- | ----------------------- | ----------------------- |
| Boks                    | 1                       | 1                       | 0                       | 2                       |                         |
| Judo                    | 0                       | 2                       | 5                       | 7                       |                         |
| Jujutsu                 | 0                       | 0                       | 1                       | 1                       |                         |
| Kurash                  | 0                       | 2                       | 0                       | 2                       |                         |
| Sambo                   | 1                       | 2                       | 1                       | 4                       |                         |
| Strzelectwo             | 1                       | 1                       | 1                       | 3                       |                         |
| Zapasy                  | 1                       | 1                       | 3                       | 5                       |                         |
| Razem                   | 4                       | 9                       | 11                      | 24                      |                         |

| Medale według płci | Medale według płci | Medale według płci | Medale według płci | Medale według płci | Medale według płci |
| Płeć               | złoto              | srebro             | brąz               | Razem              |                    |
| ------------------ | ------------------ | ------------------ | ------------------ | ------------------ | ------------------ |
| Mężczyźni          | 2                  | 4                  | 3                  | 9                  |                    |
| Kobiety            | 2                  | 5                  | 8                  | 15                 |                    |
| Razem              | 4                  | 9                  | 11                 | 24                 |                    |